# Eskil (Arquebisbe de Lund)

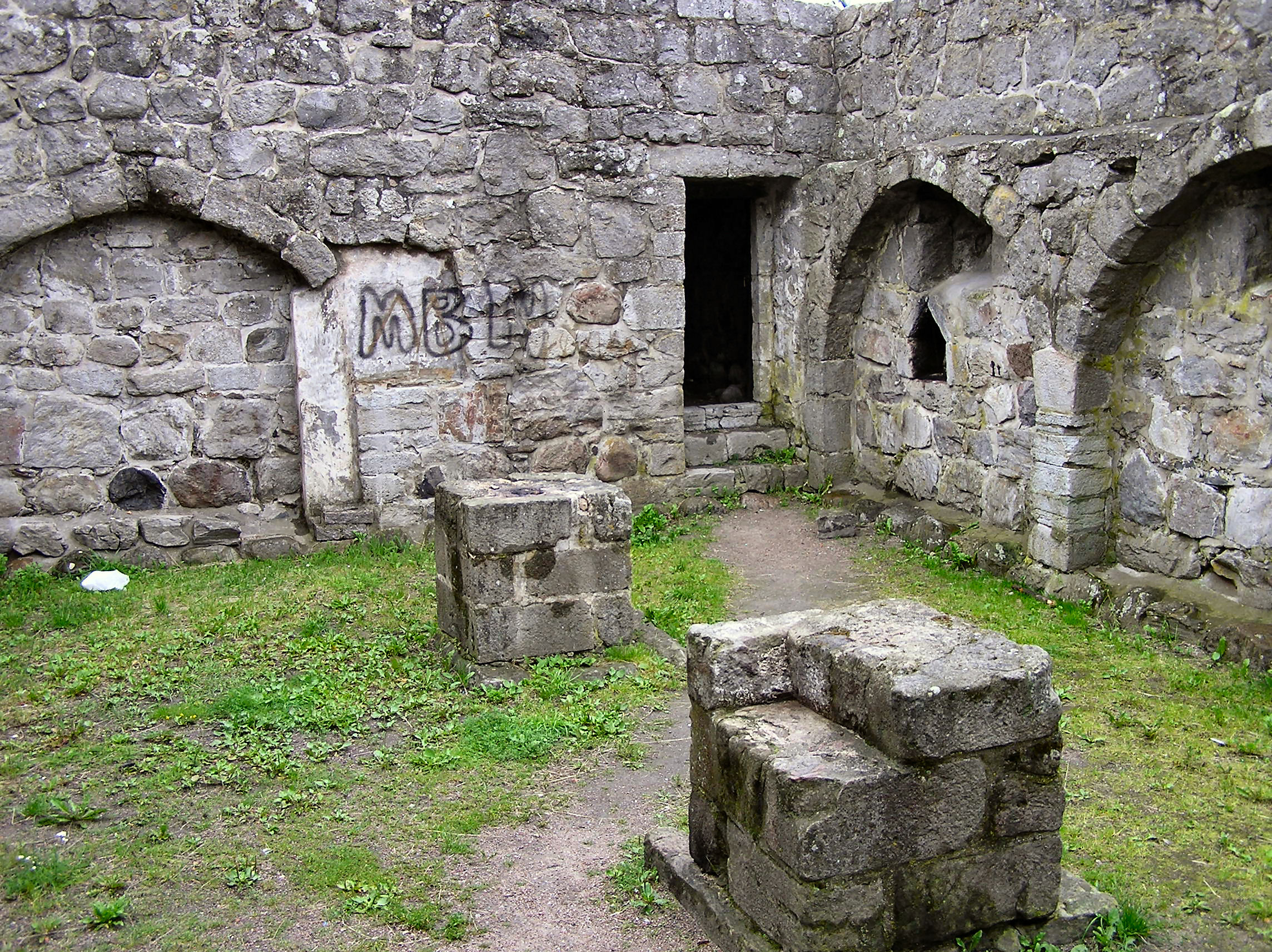
El castell d'Eskil a Åhus.

Eskil, Arquebisbe de Lund (Lund, Escandinàvia vers el 1100 - Abadia de Claravall, 1181) fou el segon arquebisbe de Lund.
Era fill del poderós noble Christian Svendsen, germà del primer arquebisbe de Lund, Asser. Als dotze fou enviat a l'escola de la catedral de Hildesheim, i allà durant una malaltia, tingué una visió de la Verge Santíssima, la qual després de reprendre la seva vida dissoluta, li retornà la salut. Tornat a Dinamarca fou nomenat, el 1131, prebost de la catedral de Lund, i el 1134 bisbe de Roskilde i després de la mort del seu oncle Asser, el 1137, el succeí en la cadira metropolitana de Lund.
Del papa Innocenci II va rebre el tali per mitjà del legat cardenal Teodigno, el qual restà present en el sínode provincial de Lund el 1139. Eskil acabà la nova catedral, que tingué la satisfacció de consagrar el 1145; amb aquesta ocasió augmentà les rendes i membres del capítol catedralici i millorà l'escola de la mateixa. A l'activitat d'Eskil es degué una gran i general millora en tota la vida eclesiàstic-religiosa de la nació; la seva encertada elecció de les persones que havien d'ocupar els elevats càrrecs de l'hierarquia fou profitosa en gran manera.
El 1161 redactà un codi de dret canònic per l'Escània, que 10 anys més tard s'introduí a Seeland. Fomentà en gran manera la vida monàstica, sobretot l'orde cistercenca, que llavors començava a florir sota la direcció de Sant Bernat. Sent bisbe de Roskilde cridà els benedictins a Noestred; més tard fundà el monestir dels premonstratencs a Tommerup, i en el seu temps s'establiren els cavallers de Sant Joan de Lund. Fracassà, però, una temptativa d'implantar els cartoixans a Seeland. Als cistercencs els edificà un monestir a Herivadum i un altre a Earom; d'aquestes dues cases naixeren altres diversos convents de l'orde. Eskil mantenia correspondència epistolar amb Sant Bernat, i en una visita que li va fer el 1152 instà al sant perquè l'admetés entre els seus fills, al qual, però s'hi negà Sant Bernat vist el gran fruit de l'activitat episcopal d'Eskil.
Tingué d'intervenir amb freqüència en els negocis temporals del regne, en aquells temps tant turbulents, i a ell degué en gran manera el rei Erik III el fet de conservar la seva corona contra el seu rival Olaf. El 1147, en arribar a Dinamarca l'exhortació d'Eugeni III per a la croada, fou Eskil el que aconseguí pactar una treva entre els dos pretendents a la corona, després de la mort d'Erik III, Svend Eriksen i Kund Magnusson, els quals junts emprengueren una campanya contra els pagans wends; malgrat tot, l'expedició fracassà per manca d'unitat entre els dos prínceps, el causà molta congoixa a l'arquebisbe, de les que li donà consol Sant Bernat.
Més endavant el 1168 en el regnat de Valdemar I, es retornà a la lluita que acabà feliçment amb la conquesta de Rügen, fortalesa principal dels wends. En mans d'Eskilo deixà el legat Nicholas Breakspeare (més tard Papa Adrià IV) el tali que havia portat per l'arquebisbe de Suècia, però que no havia pogut conferir per no avenir-se entre si els suecs per la vila en que s'havia d'erigir la cadira arquebisbal. Més endavant el 1164 durant la seva estada a Sens, Eskil conferí al monjo Esteve, primer arquebisbe d'Uppsala; amb tot, encara després de l'elecció d'aquest arquebisbe, va romandre Eskil, per disposició del Papa, primet de Suècia i legat pontifici del Nord.
És la gran lluita que va haver de sostenir Alexandre III contra l'antipapa Víctor IV, el rei Valdemar s'inclinà al cantó d'aquest, el qual provoca una ruptura entre ell i Eskil, el qual abandonà la seva pàtria, durant el seu desterrament més de set anys, que passà principalment a Claravall i Sens, prop del legítim pontífex. Efectuada una reconciliació entre Valdemar i Alexandre, Eskil tornà a la seva seu, i després de la solemne translació de les relíquies del duc màrtir Knud Lavard, pare de Valdemar I, coronà al seu fill, que tan sols contava set anys (1170).
Tants èxits però, no pogueren extingir el desig del venerable prelat d'abraçar la vida monàstica; el seu cor estava sempre a Claravall; allà hom el torna a trobar el 1174/76, i per fi, després de repetides instàncies, assoli del pontífex romà el permís de renunciar al seu arquebisbat i el dret de designar al seu successor. Ho efectuà el 1177 en presencia del rei, gran nombre de prelats i immens concurs del poble en la catedral de Lund; deposità les seves insígnies damunt l'altar, i amb universal assentiment designà al bisbe Absaló de Roskilde com el seu successor.
Després es retirà a Claravall, on morí el 6 o 7 de setembre de 1181; els cistercencs l'honoren com a venerable. Baró dels més notables que ha tingut l'Església d'Escandinàvia, de solida pietat, gelós pel bé de les ànimes i prosperitat de la pàtria i valent defensor dels drets de l'església.